# Racing Club de Bobo-Dioulasso
El Racing Club de Bobo-Dioulasso es un club de fútbol de Burkina Faso de la ciudad de Bobo-Dioulasso en la provincia de Houet, Región Hauts-Bassins. Fue fundado en 1949 y juega en la Primera División de Burkina Faso.

## Historia
El Racing Club de Bobo-Dioulasso se fundó en junio de 2000 tras la fusión de los clubes Unión Deportiva Bobolaise y la Unión Soudanaise Bobo-Dioulasso. Los colores identificativos del club son el blanco y negro, aunque en sus inicios las camisetas eran a franjas verticales blancas y negras. El "Racing" tienes sus raíces en el distrito de Diarradougou, de ahí el sobrenombre que recibe de Las panteras de Diarradougou.

## Palmarés

### Torneos nacionales
- Primera División de Burkina Faso (4): 1972, 1996, 1997, 2015
- Copa de Burkina Faso (7): 1961, 1962, 1984, 1987, 1995, 2007, 2014
- Supercopa de Burkina Faso (2): 1994/95, 2013/14.
- Copa de los Líderes de Burkina Faso (3): 1993, 1997, 1998

## Participación en competiciones de la CAF
| Temporada | Torneo                       | Ronda      | Club                 | Casa  | Visita | Global |
| --------- | ---------------------------- | ---------- | -------------------- | ----- | ------ | ------ |
| 1984      | Recopa Africana              | 1          | MP Alger             | 2-0   | 0-4    | 2-4    |
| 1985      | Recopa Africana              | Preliminar | ASC Trarza           | w.o.1 | w.o.1  | w.o.1  |
| 1994      | Copa CAF                     | 1          | US Chaouia           | 2-1   | 1-3    | 3-4    |
| 1997      | Liga de Campeones de la CAF  | Preliminar | Junior Professionals | 1-0   | 0-2    | 1-2    |
| 1998      | Liga de Campeones de la CAF  | 1          | ASEC Mimosas         | 1-0   | 1-4    | 2-4    |
| 2015      | Copa Confederación de la CAF | Preliminar | Warri Wolves         | 0-1   | 0-3    | 0-4    |
| 2016      | Liga de Campeones de la CAF  | Preliminar | Stade Malien         | 0-1   | 1-3    | 1-4    |

1- RC Bobo abandonó el torneo.

## Jugadores

### Jugadores destacados
- Boureima Galman
- Adama Guira
- Oumarou Nébié